# صوفيا مسطاري
صوفيا مسطاري (بالفرنسية: Sofia Mestari)‏ هي مغنية فرنسية مغربية ولدت في يوم 27 سبتمبر 1980 في مدينة الدار البيضاء في المغرب. في عمر العشر سنوات هاجرت مع عائلتها إلى فرنسا واستقرت في باريس. اشتهرت باغنية كلنا لنا السماء On aura le ciel والتي قامت من خلالها بتمثيل فرنسا في مسابقة الأغنية الأوروبية في سنة 2000.